# ایمج متریکس

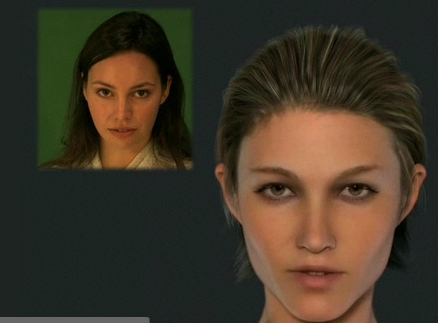
نمونه از سه بعدی شرکت ایمج متریکس

ایمِج متریکس (به انگلیسی: Image Metrics) یک شرکت انیمیشن سازی سه بعدی چهره و ارائه دهنده نرم‌افزار و خدمات مرتبط با آن است که دفتر مرکزی آن در ال سگوندو، کالیفرنیا قرار دارد.
فناوری ایمِج متریکس، در بیش از ۴۰ بازی ویدئویی، فیلم و آگهی تبلیغاتی در سراسر جهان استفاده شده‌است.